# Machimus cavagnaroi
Machimus cavagnaroi är en tvåvingeart som beskrevs av Joseph och Parui 1995. Machimus cavagnaroi ingår i släktet Machimus och familjen rovflugor. Inga underarter finns listade i Catalogue of Life.